# Kristiina Ojuland
Kristiina Ojuland (født 17. december 1966) er siden 2009 estisk medlem af Europa-Parlamentet, valgt for Eesti Reformierakond (indgår i parlamentsgruppen ALDE).